# Nikko Jenkins
Nikko Allen Jenkins (Omaha, Nebraska; 16 de septiembre de 1986) es un asesino en serie estadounidense condenado por cometer 4 asesinatos en agosto de 2013. 
Los asesinatos ocurrieron dentro de un mes después de haber sido liberado de prisión después de cumplir 10 años y medio de los 18 años a los que había sido condenado por un robo de automóvil cometido a los 15 años y por agresiones cometidas en prisión. Jenkins declaró que había cometido los asesinatos por orden del antiguo dios serpiente Apofis. Fue declarado competente para ser juzgado, declarado culpable de los cuatro asesinatos y sentenciado a muerte en mayo de 2017.

## Primeros años
Nikko Jenkins nació en Omaha, Nebraska, el 16 de septiembre de 1986, sus padres son David Allen Magee y Lori Jenkins.
Jenkins comenzó a tener antecedentes penales a los 15 años cuando fue acusado de robo de auto y asalto agravado.

## Asesinatos
Alrededor de las 5:01 a. m. del 11 de agosto de 2013, un oficial de patrulla descubrió dos cuerpos en una camioneta Ford blanca estacionada cerca de una piscina de la ciudad en las calles 18 y F, en Spring Lake Park. Las dos víctimas, identificadas como Juan Uribe-Pena y Jorge C. Cajiga-Ruiz, habían recibido un disparo en la cabeza y los bolsillos estaban al revés. Fueron atraídos a conocer a dos mujeres para un encuentro sexua l. La ola de asesinatos comenzó con este doble asesinato al azar menos de dos semanas después de su liberación de la cárcel el 30 de julio.
El 19 de agosto, alrededor de las 7 a. m., el cuerpo de Curtis Bradford fue encontrado fuera de un garaje separado en las calles 18 y Clark, por un hombre que regresaba a casa de un turno nocturno en una tienda de conveniencia. Los investigadores llegaron para encontrar dos heridas de bala en la espalda de Bradford. Más tarde se reveló que Bradford y Jenkins habían posado para una foto de Facebook publicada el día anterior. Bradford sería la única víctima familiar para Jenkins.
La cuarta y última víctima de Jenkins, Andrea Kruger, fue descubierta el 21 de agosto, aproximadamente a las 2:15 a. m., por un ayudante del sheriff que respondió a una llamada de disparos. Su cuerpo fue encontrado tirado en la calle 168 y Fort St., con múltiples heridas de escopeta calibre 12 en la cara, el cuello y el hombro. Kruger había estado regresando a casa después de un turno de camarera cerca de las calles 178 y Pacific. Las imágenes de vigilancia la mostraron cerrando el Salón Deja Vu a la 1:47 a. m. A las 6: 30 esa noche, el SUV Chevrolet Traverse Gold 2012 de Kruger fue encontrado abandonado a 12 millas (19 km) de distancia en un callejón en las calles 43 y Charles. Más tarde esa semana, el sheriff del condado de Douglas, Tim Dunning, celebró una conferencia de prensa en la que declaró que los investigadores creían que el SUV había sido abandonado aproximadamente 2,5 horas después de ser robado, y que se había hecho un "débil intento" de incendiar el interior del vehículo.

### Víctimas
| n.º | Fecha                | Nombre               | Edad | Escena del crimen                                                              | Método                                      | Relación    | Ref.  |
| --- | -------------------- | -------------------- | ---- | ------------------------------------------------------------------------------ | ------------------------------------------- | ----------- | ----- |
| 1   | 11 de agosto de 2013 | Juan Mateo Pena      | 26   | Camioneta pick-up junto a la piscina en Spring Lake Park, cerca de la calle 18 | Disparo en la ingle y la cabeza             | Ninguna     | [ 3 ] |
| 2   | 11 de agosto de 2013 | Jorge C. Cajiga-Ruiz | 29   | Camioneta pick-up junto a la piscina en Spring Lake Park, cerca de la calle 18 | Disparo en la cabeza                        | Ninguna     | [ 3 ] |
| 3   | 19 de agosto de 2013 | Curtis Bradford      | 22   | Cerca de 18th & Clark St, garaje independiente exterior                        | Disparo atrás                               | Encarcelado | [ 4 ] |
| 4   | 21 de agosto de 2013 | Andrea Kruger        | 33   | 168th St cerca de Fort St, medio camino                                        | Múltiples disparos en cara, cuello y hombro | Ninguna     | [ 5 ] |

## Arresto
El 30 de agosto de 2013, Jenkins fue arrestado por un cargo de amenazas terroristas no relacionado. Para entonces, las pruebas en su contra habían aumentado: los investigadores tenían la imagen de una mujer asociada en imágenes de vigilancia en un punto de venta de armas local que compraba el tipo de munición distintiva (Brenneke Classic Magnum calibre 12, comúnmente conocida como "babosas de ciervo") que se había utilizado para cometer los asesinatos. Se habían extraído imágenes adicionales de las cámaras a lo largo de la ruta a la camioneta abandonada de Kruger. En la noche del 3 de septiembre, Jenkins confesó los cuatro asesinatos durante una entrevista de 8 horas. Jenkins le dijo a la policía que los actos eran sacrificios a Apofis, una deidad en la antigua religión egipcia. Fue acusado de cuatro cargos de asesinato después de la confesión.

## Pruebas
En cartas manuscritas fechadas el 3 de noviembre de 2013 enviadas al Omaha World-Herald, a los fiscales y a un juez, Jenkins dijo que deseaba declararse culpable de todos los cargos en los cuatro asesinatos, y que protegería el reino de Apofis con "brutalidad salvaje animal".
El 19 de febrero de 2014, Jenkins presentó una demanda federal solicitando 24.5 millones de dolarés del Estado de Nebraska por liberarlo injustamente de la cárcel, alegando que sus afirmaciones de escuchar voces de Apophis fueron ignoradas repetidamente. En el archivo escrito a mano de seis páginas, declaró que estar en confinamiento solitario aumentaba su esquizofrenia. Culpó a los funcionarios de prisiones de los cuatro asesinatos. Jenkins afirmó que sus problemas fueron causados por una enfermedad mental, y que tenía esquizofrenia, trastorno bipolar y trastorno obsesivo-compulsivo. El juez ordenó una evaluación psiquiátrica, y un psiquiatra concluyó que Jenkins tenía un trastorno de personalidad antisocial y estaba fingiendo síntomas psicóticos.
Después de ser declarado competente para ser juzgado (Jenkins obtuvo 68 puntos en una prueba de coeficiente intelectual administrada), comenzó el proceso contra Jenkins. A petición suya, se permitió a Jenkins representarse a sí mismo en el juicio, bajo la dirección de abogados asesores. A lo largo del juicio, Jenkins sostuvo que actúa bajo el mando de Apofis. Sus payasadas en la corte incluyeron hablar en lenguas, aullar y reír mientras los fiscales relataban los detalles de las muertes de sus víctimas. El 16 de abril de 2014, el juez Peter Bataillon declaró a Nikko Jenkins culpable de los cuatro asesinatos.
Jenkins estaba programado inicialmente para ser sentenciado el 11 de agosto de 2014. La fecha fue retrasada indefinidamente después de una audiencia para determinar si él era capaz de comprender el procedimiento de pena de muerte contra él. El 29 de julio, el juez Bataillon ordenó que Jenkins fuera alojado en el hospital psiquiátrico del Lincoln Regional Center hasta que los médicos estuvieran satisfechos con su condición. Los funcionarios del Centro Regional se negaron a alojar a Jenkins debido a la falta de seguridad, pero los médicos acordaron tratarlo en una prisión de Lincoln.
En mayo de 2017, Jenkins fue sentenciado a muerte por un panel de tres jueces. También fue condenado a 450 años de prisión por cargos de armas relacionados con los asesinatos.
El 20 de abril de 2020, la Corte Suprema de los Estados Unidos se negó a escuchar su apelación.